# Электрическая мощность

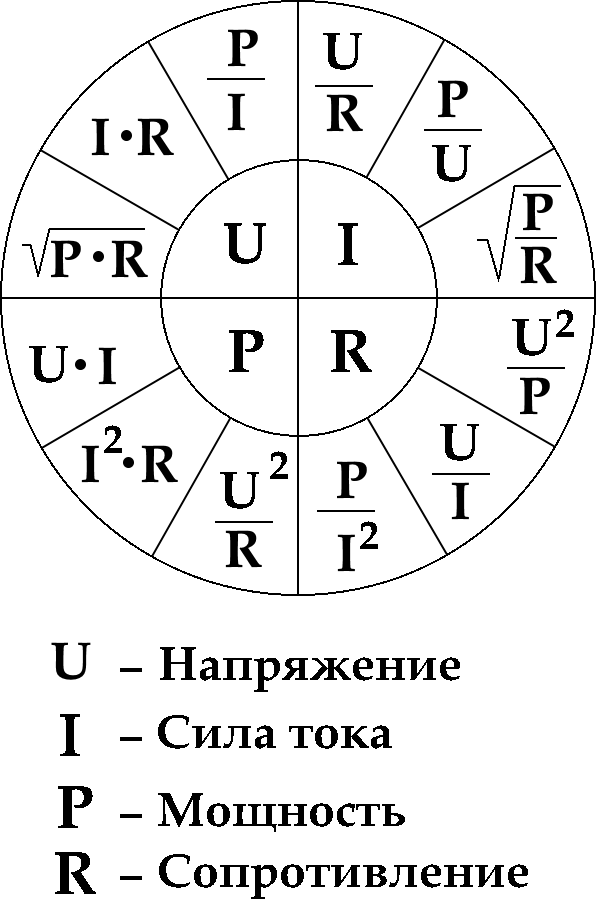
Электрическое напряжение
Сила тока
Электрическая мощность
Электрическое сопротивление

Электри́ческая мо́щность — физическая величина, характеризующая скорость передачи или преобразования электрической энергии.
Единицей измерения в Международной системе единиц (СИ) является ватт (русское обозначение: Вт, международное: W).

## Мгновенная электрическая мощность
Мгновенной мощностью называется произведение мгновенных значений напряжения и силы тока на каком-либо участке электрической цепи.
По определению, электрическое напряжение — это отношение работы электрического поля, совершенной при переносе пробного электрического заряда из точки {\displaystyle A} в точку {\displaystyle B}, к величине пробного заряда. То есть можно сказать, что электрическое напряжение численно равно работе по переносу единичного заряда из точки {\displaystyle A} в точку {\displaystyle B}. Другими словами, при движении единичного заряда по участку электрической цепи он совершит работу или над ним будет совершена работа, численно равная электрическому напряжению, действующему на участке цепи. Умножив напряжение на количество единичных зарядов, мы, таким образом, получаем работу, которую совершает электрическое поле по перемещению этих зарядов от начала участка цепи до его конца.
Мощность, по определению — это работа в единицу времени.
Введём обозначения:
{\displaystyle U} — напряжение на участке {\displaystyle A-B} (принимаем его постоянным на интервале {\displaystyle \Delta t});
{\displaystyle Q} — количество зарядов, прошедших от {\displaystyle A} к {\displaystyle B} за время {\displaystyle \Delta t};
{\displaystyle A} — работа, совершённая зарядом {\displaystyle Q} при движении по участку {\displaystyle A-B};
{\displaystyle P} — мощность.
Записывая вышеприведённые рассуждения, получаем:
{\displaystyle P_{A-B}={\frac {A}{\Delta t}}~.}
Для единичного заряда на участке {\displaystyle A-B}:
{\displaystyle P_{e(A-B)}={\frac {U}{\Delta t}}~.}
Поскольку ток есть электрический заряд, протекающий по проводнику в единицу времени, то есть {\displaystyle \textstyle I={\frac {Q}{\Delta t}}} по определению, в результате получаем:
{\displaystyle P_{A-B}=U\cdot I~.}
Полагая время бесконечно малым, можно принять, что величины напряжения и тока за это время тоже изменятся бесконечно мало. В итоге получаем следующее определение мгновенной электрической мощности:
- мгновенная электрическая мощность {\displaystyle p(t)}, выделяющаяся на участке электрической цепи, есть произведение мгновенных значений напряжения {\displaystyle u(t)} и силы тока {\displaystyle i(t)} на этом участке:

{\displaystyle p(t)=u(t)\cdot i(t)~.}
Если участок цепи содержит резистор c электрическим сопротивлением {\displaystyle R}, то:
{\displaystyle p(t)=i(t)^{2}\cdot R={\frac {u(t)^{2}}{R}}~.}

### Дифференциальные выражения для электрической мощности
Мощность, выделяемая в единице объёма, равна:
{\displaystyle w={\frac {dP}{dV}}=\mathbf {E} \cdot \mathbf {j} ~,}
где:
{\displaystyle \mathbf {E} } — напряжённость электрического поля;
{\displaystyle \mathbf {j} } — плотность тока.
Отрицательное значение скалярного произведения (векторы {\displaystyle \mathbf {E} } и {\displaystyle \mathbf {j} } противонаправлены или образуют тупой угол) означает, что в данной точке электрическая мощность не рассеивается, а генерируется за счёт работы сторонних сил.
В случае изотропной среды в линейном приближении:
{\displaystyle w=\sigma E^{2}={\frac {E^{2}}{\rho }}=\rho j^{2}={\frac {j^{2}}{\sigma }}~,}
где {\displaystyle \textstyle \sigma \,{\overset {\underset {\mathrm {def} }{}}{=}}\,{\frac {1}{\rho }}} — удельная проводимость, величина, обратная удельному сопротивлению.
В случае наличия анизотропии (например, в монокристалле или жидком кристалле, а также при наличии эффекта Холла) в линейном приближении:
{\displaystyle w=\sigma _{\alpha \beta }E_{\alpha }E_{\beta }~,}
где {\displaystyle \sigma _{\alpha \beta }} — тензор проводимости.

## Мощность постоянного тока
Так как значения силы тока и напряжения постоянны и равны мгновенным значениям в любой момент времени, то мощность можно вычислить по формуле:
{\displaystyle P=I\cdot U~.}
Для пассивной линейной цепи, в которой соблюдается закон Ома, можно записать:
{\displaystyle P=I^{2}\cdot R={\frac {U^{2}}{R}}~,}
где {\displaystyle R} — электрическое сопротивление.
Если цепь содержит источник ЭДС, то отдаваемая им или поглощаемая на нём электрическая мощность равна:
{\displaystyle P=I\cdot {\mathcal {E}}~,}
где {\displaystyle {\mathcal {E}}} — ЭДС.
Если ток внутри ЭДС противонаправлен градиенту потенциала (течёт внутри ЭДС от плюса к минусу), то мощность поглощается источником ЭДС из сети (например, при работе электродвигателя или заряде аккумулятора), если сонаправлен (течёт внутри ЭДС от минуса к плюсу), то отдаётся источником в сеть (скажем, при работе гальванической батареи или генератора). При учёте внутреннего сопротивления источника ЭДС выделяемая на нём мощность {\displaystyle p=I^{2}\cdot r} прибавляется к поглощаемой или вычитается из отдаваемой.

## Мощность переменного тока
В цепях переменного тока формула для мощности постоянного тока может быть применена лишь для расчёта мгновенной мощности, которая сильно изменяется во времени и для большинства простых практических расчётов не слишком полезна непосредственно. Прямой расчёт среднего значения мощности требует интегрирования по времени. Для вычисления мощности в цепях, где напряжение и ток изменяются периодически, среднюю мощность можно вычислить, интегрируя мгновенную мощность в течение периода. На практике наибольшее значение имеет расчёт мощности в цепях переменного синусоидального напряжения и тока.
Для того, чтобы связать понятия полной, активной, реактивной мощностей и коэффициента мощности, удобно обратиться к теории комплексных чисел. Можно считать, что мощность в цепи переменного тока выражается комплексным числом таким, что активная мощность является его действительной частью, реактивная мощность — мнимой частью, полная мощность — модулем, а угол {\displaystyle \varphi } (сдвиг фаз) — аргументом. Для такой модели оказываются справедливыми все выписанные ниже соотношения.

### Активная мощность
Единица измерения в СИ — ватт.
{\displaystyle P=U\cdot I\cdot \cos \varphi ~.}
Среднее за период {\displaystyle T} значение мгновенной мощности называется активной электрической мощностью или электрической мощностью:
{\displaystyle P={\frac {1}{T}}\int \limits _{0}^{T}p(t)dt~.}
В цепях однофазного синусоидального тока {\displaystyle P=U\cdot I\cdot \cos \varphi }, где {\displaystyle U} и {\displaystyle I} — среднеквадратичные значения напряжения и тока, {\displaystyle \varphi } — угол сдвига фаз между ними. Для цепей несинусоидального тока электрическая мощность равна сумме соответствующих средних мощностей отдельных гармоник. Активная мощность характеризует скорость необратимого превращения электрической энергии в другие виды энергии (тепловую и электромагнитную). Активная мощность может быть также выражена через силу тока, напряжение и активную составляющую сопротивления цепи {\displaystyle r} или её проводимость {\displaystyle g} по формуле {\displaystyle P=I^{2}\cdot r=U^{2}\cdot g}. В любой электрической цепи как синусоидального, так и несинусоидального тока активная мощность всей цепи равна сумме активных мощностей отдельных частей цепи, для трёхфазных цепей электрическая мощность определяется как сумма мощностей отдельных фаз. С полной мощностью {\displaystyle S} активная связана соотношением {\displaystyle P=S\cdot \cos \varphi }.
В теории длинных линий (анализ электромагнитных процессов в линии передачи, длина которой сравнима с длиной электромагнитной волны) полным аналогом активной мощности является проходящая мощность, которая определяется как разность между падающей мощностью и отражённой мощностью.

### Реактивная мощность
Единица измерения, по предложению Международной электротехнической комиссии, - вар (вольт-ампер реактивный); (русское обозначение: вар; международное: var). В терминах единиц СИ, как отмечено в 9-м издании Брошюры СИ, вар когерентен произведению вольт-ампер. В Российской Федерации эта единица допущена к использованию в качестве внесистемной единицы без ограничения срока с областью применения в области «электротехника»:
{\displaystyle Q=U\cdot I\cdot \sin \varphi ~.}
Вар определяется как реактивная мощность цепи с синусоидальным переменным током при действующих значениях напряжения 1 В и тока 1 А, если сдвиг фазы между током и напряжением {\displaystyle \textstyle {\frac {\pi }{2}}}.
Реактивная мощность — величина, характеризующая нагрузки, создаваемые в электротехнических устройствах колебаниями энергии электромагнитного поля в цепи синусоидального переменного тока, равна произведению среднеквадратичных значений напряжения {\displaystyle U} и тока {\displaystyle I}, умноженному на синус угла сдвига фаз {\displaystyle \varphi } между ними: {\displaystyle Q=U\cdot I\cdot \sin \varphi } (если ток отстаёт от напряжения, сдвиг фаз считается положительным, если опережает — отрицательным). Реактивная мощность связана с полной мощностью {\displaystyle S} и активной мощностью {\displaystyle P} соотношением:
{\displaystyle |Q|={\sqrt {S^{2}-P^{2}}}~.}
Физический смысл реактивной мощности — это энергия, перекачиваемая от источника на реактивные элементы приёмника (индуктивности, конденсаторы, обмотки двигателей), а затем возвращаемая этими элементами обратно в источник в течение одного периода колебаний, отнесённая к этому периоду.
Величина {\displaystyle \sin \varphi } для значений {\displaystyle \varphi } от 0 до плюс 90° является положительной величиной. Величина {\displaystyle \sin \varphi } для значений {\displaystyle \varphi } от 0 до −90° является отрицательной величиной. В соответствии с формулой {\displaystyle Q=UI\sin \varphi }, реактивная мощность может быть как положительной величиной (если нагрузка имеет активно-индуктивный характер), так и отрицательной (если нагрузка имеет активно-ёмкостный характер). Данное обстоятельство подчёркивает тот факт, что реактивная мощность не участвует в работе электрического тока. Когда устройство имеет положительную реактивную мощность, то принято говорить, что оно её потребляет, а когда отрицательную — то производит, но это чистая условность, связанная с тем, что большинство электропотребляющих устройств (например, асинхронные двигатели), а также чисто активная нагрузка, подключаемая через трансформатор, являются активно-индуктивными.
Синхронные генераторы, установленные на электрических станциях, могут как производить, так и потреблять реактивную мощность в зависимости от величины тока возбуждения, протекающего в обмотке ротора генератора. За счёт этой особенности синхронных электрических машин осуществляется регулирование заданного уровня напряжения сети. Для устранения перегрузок и повышения коэффициента мощности электрических установок осуществляется компенсация реактивной мощности.
Применение современных электрических измерительных преобразователей на микропроцессорной технике позволяет производить более точную оценку величины энергии, возвращаемой от индуктивной и ёмкостной нагрузки в источник переменного напряжения.

### Полная мощность
Единица измерения — В·А, вольт-ампер (русское обозначение: В·А; международное: V·A). В Российской Федерации эта единица допущена к использованию в качестве внесистемной единицы без ограничения срока с областью применения «электротехника».
Полная мощность — величина, равная произведению действующих значений периодического электрического тока {\displaystyle I} в цепи и напряжения {\displaystyle U} на её зажимах {\displaystyle S=U\cdot I} связана с активной и реактивной мощностями соотношением:
{\displaystyle S={\sqrt {P^{2}+Q^{2}}}~,}
где:
{\displaystyle P} — активная мощность;
{\displaystyle Q} — реактивная мощность (при индуктивной нагрузке {\displaystyle Q>0}, а при ёмкостной {\displaystyle Q<0}).
Векторная зависимость между полной, активной и реактивной мощностью выражается формулой:
{\displaystyle {\vec {S}}={\vec {P}}+{\vec {Q}}~.}
Полная мощность имеет практическое значение, как величина, описывающая нагрузки, фактически налагаемые потребителем на элементы подводящей электросети (провода, кабели, распределительные щиты, трансформаторы, линии электропередачи), так как эти нагрузки зависят от потребляемого тока, а не от фактически использованной потребителем энергии. Именно поэтому полная мощность трансформаторов и распределительных щитов измеряется в вольт-амперах, а не в ваттах.

### Комплексная мощность
Мощность, аналогично импедансу, можно записать в комплексном виде:
{\displaystyle {\dot {S}}={\dot {U}}{\dot {I}}^{*}=I^{2}\mathbb {Z} ={\frac {U^{2}}{\mathbb {Z} ^{*}}}~,}
где:
{\displaystyle {\dot {U}}} — комплексное напряжение;
{\displaystyle {\dot {I}}} — комплексный ток;
{\displaystyle \mathbb {Z} } — импеданс;
{\displaystyle *} — оператор комплексного сопряжения.
Модуль комплексной мощности {\displaystyle \left|{\dot {S}}\right|} равен полной мощности {\displaystyle S.} Действительная часть {\displaystyle \mathrm {Re} ({\dot {S}})} равна активной мощности {\displaystyle P,} а мнимая {\displaystyle \mathrm {Im} ({\dot {S}})} — реактивной мощности {\displaystyle Q} с корректным знаком в зависимости от характера нагрузки.

## Измерения
- Для измерения электрической мощности применяются ваттметры и варметры, можно также использовать косвенный метод, с помощью вольтметра,  амперметра и фазометра.
- Для измерения коэффициента реактивной мощности применяют фазометры
- Государственный эталон мощности — ГЭТ 153—2012 Государственный первичный эталон единицы электрической мощности в диапазоне частот от 1 до 2500 Гц. Институт-хранитель: ВНИИМ

## Потребление мощности некоторыми электроприборами
| Электрический прибор                      | Мощность,Вт          |
| ----------------------------------------- | -------------------- |
| Лампочка фонарика                         | 1                    |
| Сетевой роутер, хаб                       | 10…20                |
| Системный блок ПК                         | 100…1700             |
| Системный блок сервера                    | 200…1500             |
| Монитор для ПК ЭЛТ                        | 15…200               |
| Монитор для ПК ЖК                         | 2…40                 |
| Лампа люминесцентная бытовая              | 5…30                 |
| Лампа накаливания бытовая                 | 25…150               |
| Холодильник бытовой                       | 15…700               |
| Электропылесос                            | 100… 3000            |
| Электрический утюг                        | 300…2 000            |
| Стиральная машина                         | 350…2 000            |
| Электрическая плитка                      | 1000…2000            |
| Сварочный аппарат бытовой                 | 1000…5500            |
| Двигатель лифта невысокого дома           | 3 000…15 000         |
| Двигатель трамвая                         | 45 000…75 000        |
| Двигатель электровоза                     | 650 000              |
| Электродвигатель шахтной подъёмной машины | 1 000 000…5 000 000  |
| Электродвигатель прокатного стана         | 6 000 000…32 000 000 |

## Выходная мощность
Измеряется как долговременная (RMS), так и кратковременная (PMO, PMPO) мощности, способные отдавать усилителями мощности.
также см.: КПД